# Stanisław Hierowski
Stanisław Hierowski (ur. w 1855 w Niemirowie, zm. 20 czerwca 1917 we Lwowie) – polski aktor teatralny.

## Życiorys
Pochodził z ziemiaństwa. Ukończył C.K. Gimnazjum im. Franciszka Józefa we Lwowie. W 1872 roku zadebiutował na scenie pod pseudonimem Ziemski, występując w Bełzu w zespole Józefa Iwańskiego. W kolejnych latach grywał na prowincji m.in. w zespołach Piotra Woźniakowskiego i Astolfa Grafczyńskiego, następnie występował w Poznaniu (1873-1974) i Krakowie (1874). Odbywszy trzyletnią służbę wojskową, powrócił do grania na scenach poznańskich (1878-1882). W tym okresie występował w gościnnie również w Warszawie (teatr Eldorado, 1879) oraz Krakowie (1880). W 1882 roku przeszedł ostatecznie do zespołu teatru we Lwowie, gdzie grał aż do śmierci. W 1907 roku na tej scenie obchodził jubileusz pracy artystycznej.

### Rodzina
W 1887 roku we Lwowie zawarł związek małżeński z Izabelą Piller. Z małżeństwa urodziło się czworo dzieci. Synami Stanisława Hierowskiego byli: Stanisław Ludwik Hierowski (1891-1935) - prawnik oraz Roman Hierowski (1894-1974) - aktor.